# Список похороненных на Новодевичьем кладбище (Н)
Новодевичье кладбище является одним из самых известных некрополей Москвы. Оно было образовано в 1898 году вдоль южной стены Новодевичьего монастыря, где имеется дворянский некрополь XIX века. В советское время это было второе по значимости кладбище после некрополя у Кремлёвской стены. Многие могилы Новодевичьего кладбища являются объектами культурного наследия. В данной статье представлен список значимых людей, похороненных на Новодевичье кладбище, фамилии которых начинаются на букву «Н».

## Список
- Нагибин, Юрий Маркович (1920—1994) — прозаик, журналист, киносценарист; 10 уч. 8 ряд.
- Нагишкин, Дмитрий Дмитриевич (1909—1961) — писатель; 5 уч. 44 последний ряд.
- Надеждина, Надежда Сергеевна (1908—1979) — основательница и художественный руководитель Хореографического ансамбля «Берёзка»; 9 уч. 5 ряд.
- Надирадзе, Александр Давидович (1914—1987) — механик, академик АН СССР; 10 уч. 4 ряд.
- Назаров, Иван Николаевич (1906—1957) — химик-органик, академик АН СССР (1953); 3 уч. 64 ряд.
- Найдёнов, Виктор Васильевич (1931—1987) — заместитель Генерального прокурора СССР (1977—1981, 1984—1987), Главный государственный арбитр СССР (1987); автор памятника З. К. Церетели; 10 уч. 4 ряд.
- Найдёнов, Никита Иванович (1892—1961) — конькобежец, лётчик, Заслуженный лётчик СССР (1925), Заслуженный мастер спорта СССР; 8 уч. 13 ряд
- Налбандян, Дмитрий Аркадьевич (1906—1993) — художник-живописец, действительный член АХ СССР; 10 уч. 7 ряд.
- Намёткин, Николай Сергеевич (1916—1984) — химик-органик, член-корреспондент АН СССР; 3 уч. 59 ряд, в районе 16 ряда
- Намёткин, Сергей Семёнович (1876—1950) — химик-органик, академик АН СССР; 3 уч. 59 ряд, в районе 16 ряда.
- Нароков, Михаил Семёнович (1879—1958) — актёр и режиссёр Малого театра, киноактёр, народный артист РСФСР; 5 уч. 22 ряд.
- Насонов, Николай Викторович (1855—1939) — зоолог, академик Петербургской АН (1906) и АН СССР; 3 уч. 40 ряд.
- Наумов, Владимир Наумович (1927—2021) — советский и российский кинорежиссёр, сценарист, актёр, продюсер, педагог, народный артист СССР.
- Нежданова, Антонина Васильевна (1873—1950) — оперная певица (сопрано), народная артистка СССР; автор памятника М. К. Аникушин; 3 уч. 23 ряд.
- Незваль, Иосиф Фомич (1898—1987) — авиаконструктор КБ А. Н. Туполева, Герой Социалистического Труда, доктор технических наук; колумбарий, секция 133-1-3.
- Нейгауз, Генрих Густавович (1888—1964) — пианист, педагог, народный артист РСФСР; 3 уч. пересечение 61 и 52 рядов.
- Нейгауз, Станислав Генрихович (1927—1980) — пианист, народный артист РСФСР, профессор Московской консерватории; 3 уч. пересечение 61 и 52 рядов.
- Немирович-Данченко, Владимир Иванович (1858—1943) — драматург, режиссёр, теоретик театра, основатель Художественного театра (вместе со К. С. Станиславским), народный артист СССР; 2 уч. 15 ряд.
- Немчинов, Василий Сергеевич (1894—1964) — экономист, статистик, академик АН СССР; 8 уч. 33 ряд.
- Ненадкевич, Константин Автономович (1880—1963) — геохимик-минералог, член-корреспондент АН СССР (1946); 8 уч. 29 ряд
- Несмеянов, Александр Николаевич (1899—1980) — химик-органик, академик АН СССР, Президент АН СССР; 9 уч. 5 ряд.
- Нестеров, Михаил Васильевич (1862—1942) — живописец; 2 уч. 26 ряд.
- Нетреба, Василий Гаврилович (1903—1975) — генерал-майор, Герой Советского Союза (1940); колумбарий, 134-32-3
- Нефёдов, Владимир Андреевич (1926—1958) — лётчик-испытатель, майор, Герой Советского Союза (1957); 5 уч. 21 ряд
- Нечаев, Василий Васильевич (1895—1956) — пианист, композитор, Заслуженный деятель искусств РСФСР (1946), доктор искусствоведения (1941), профессор Московской консерватории (1933); 3 уч. 51 ряд.
- Нечкина, Милица Васильевна (1901—1985) — историк, академик АН СССР; 4 уч. 47 ряд.
- Никитин, Василий Петрович (1893—1956) — учёный в области электромеханики и электросварки, академик АН СССР (1939); 4 уч. 18 ряд.
- Никитин, Николай Васильевич (1907—1973) — учёный в области несущих конструкций, создатель Останкинской телебашни, лауреат Ленинской и Государственной премий СССР, Заслуженный строитель РСФСР, доктор технических наук; 7 уч. лев.ст. 4 ряд.
- Николаев, Иван Сергеевич (1901—1979) — архитектор, педагог, Заслуженный деятель науки и техники РСФСР (1972); колумбарий, 77 секция, в районе 2 уч. 15 ряда.
- Николаев, Сергей Филиппович (1889—1973) — театральный художник, народный художник БССР (1949), заслуженный артист РСФСР (1932); 2 уч. 38 ряд
- Николаева, Галина Евгеньевна (1911—1963) — писательница; автор памятника Эрнст Неизвестный; 8 уч. 35 ряд.
- Николаева, Татьяна Петровна (1924—1993) — пианистка, композитор, народная артистка СССР, профессор Московской консерватории; 3 уч. 44 ряд.
- Никонов, Александр Александрович (1918—1995) — экономист, академик АН СССР и ВАСХНИЛ, Президент ВАСХНИЛ; 10 уч. 9 ряд.

Могила академика Александра Никонова

- Никонов, Виктор Петрович (1929—1993) — Первый секретарь Марийского обкома КПСС, секретарь ЦК КПСС, член Политбюро ЦК КПСС; 10 уч. 7 ряд.
- Никулин, Константин Васильевич (1910—1969) — специалист в области строительных материалов, действительный член Академии строительства и архитектуры; 7 уч. 6 ряд.
- Никулин, Лев Вениаминович (1891—1967) — писатель, поэт, драматург, журналист, военный корреспондент; 6 уч. 39 ряд.
- Никулин, Юрий Владимирович (1921—1997) — артист цирка, киноактёр, директор цирка на Цветном бульваре, народный артист СССР; автор памятника А. И. Рукавишников; 5 уч. 23 ряд у Центральной аллеи.
- Новиков, Александр Александрович (1900—1976) — командующий ВВС, Главный Маршал авиации, дважды Герой Советского Союза; 7 уч. лев.ст. 12 ряд
- Новиков, Анатолий Григорьевич (1896—1984) — композитор, народный артист СССР; 10 уч. 2 ряд.
- Новиков, Василий Васильевич (1898—1965) — генерал-лейтенант танковых войск (1945), Герой Советского Союза (1945); 6 уч. 24 ряд
- Новиков, Иван Алексеевич (1877—1959) — писатель; 3 уч. 32 ряд.
- Новиков, Константин Александрович (1910—1974) — Первый секретарь Архангельского обкома КПСС (1960—1967); 7 уч. лев.ст. 9 ряд.
- Новиков, Николай Александрович (1900—1970) — генерал-полковник танковых войск (1944), Герой Советского Союза (1945); 7 уч. пр.ст. 11 ряд
- Новиков, Пётр Сергеевич (1901—1975) — математик, академик АН СССР (1960); 7 уч. лев.ст. 10 ряд.
- Новиков-Прибой, Алексей Силыч (1877—1944) — писатель; 2 уч. 31 ряд.
- Новожилов, Иван Васильевич (1910—1976) — лётчик-истребитель, гвардии майор, Герой Советского Союза (1943); колумбарий, секция 134-35-2
- Новоспасский, Леонид Леонидович (1911—1969) — капитан I ранга, Герой Советского Союза (1944); колумбарий, 129 секция, 8 уч.
- Ногина, Ольга Павловна, урожд. Ермакова (1885—1977) — педиатр, заслуженный врач РСФСР, член РСДРП с 1906; жена партийного и государственного деятеля В. П. Ногина; колумбарий, секция 133, башня 2, место 2
- Нэлепп, Георгий Михайлович (1904—1957) — оперный певец (драматический тенор), трижды лауреат Сталинской премии; 3 уч. пересечение 60 и 46 рядов.